# Paolo Ruberti
Paolo Ruberti (ur. 22 kwietnia 1975 w Legnago) – włoski kierowca wyścigowy.

## Kariera
Ruberti rozpoczął karierę w wyścigach samochodowych w 1994 roku od startów we  Włoskiej Formule 3. Z dorobkiem szesnastu punktów uplasował się tam na szesnastej pozycji w klasyfikacji generalnej. Trzy sezony później w tej samej serii był już trzeci. W późniejszych latach pojawiał się także w stawce Masters of Formula 3, Grand Prix Monako Formuły 3, Formuły 3000, Włoskiej Formuły 3000, European Superproduction Championship, European Touring Car Championship, Le Mans Series, International GT Open, American Le Mans Series, Italian GT Championship, 24-godzinnego wyścigu Le Mans, Blancpain Endurance Series, Campionato Italiano Gran Turismo, FIA World Endurance Championship, European Le Mans Series oraz Superstars GT Sprint.
W Formule 3000 Włoch startował w latach 1998-1999. Jednak w żadnym z czternastu wyścigów, w których wystartował, nie zdołał zdobyć punktów. Został sklasyfikowany odpowiednio na 39 i 35 pozycji w klasyfikacji końcowej kierowców.